# Куллука-бхатта
Куллука-бхатта (Kullûka-bhatta) — индийский юрист, комментатор законов Ману, живший, вероятно, в XVI веке.
Его работа, написанная сжато, ясно и практично, затмила собой все прежние комментарии к законам Ману и послужила основой для всех печатных изданий этого литературного памятника (начиная с издания сэра В. Джонса). Она нередко издавалась вместе с самым текстом.